# Coleophora acutiphaga
Coleophora acutiphaga is een vlinder uit de familie kokermotten (Coleophoridae). De wetenschappelijke naam is voor het eerst geldig gepubliceerd in 1982 door Baldizzone.
De soort komt voor in Europa.